# Ovillers katonai temető
Az Ovillers katonai temető (Ovillers Military Cemetery) egy első világháborús sírkert a franciaországi Ovillers közelében. A temetőt Herbert Baker tervezte.

## Története
1916. július 1-jén, a somme-i csata első napján a nemzetközösségi sereg 8. Hadosztálya megtámadta Ovillerst és La Boisselle-t. A két falut nem sikerült bevenni, de a köztük elterülő földeket elfoglalták. Július 4-én a 19. (Nyugati) Hadosztály bevette La Boisselle-t, majd három nap múlva a 12. (Keleti) Hadosztály és a 25. Hadosztály elfoglalta Ovillers egy részét. A falut a 48. (South Midland) Hadosztály foglalta el július 17-ére. A két települést a németek 1918 márciusában visszafoglalták, majd augusztus 24-én a 38. (Walesi) Hadosztály vette be.
A temető területére az első halottak az ott működő kötözőállomásról kerültek, még Ovillers elfoglalása előtt. A temetőt 1917 márciusáig használták, 143 katona földi maradványait hantolták el ott. A fegyvernyugvás után más halottakat szállítottak át a temetőbe, elsősorban Pozieres, Ovillers, La Boisselle és Contalmaison csatatereiről. A Mash-völgyi temetőből 76 brit holttestet, a Vörös sárkány temetőből (Red Dragon Cemetery) 25 walesi katona földi maradványait vittek át az Ovillers-temetőbe.
A sírkertben 3561 katona nyugszik. Közülük 3440 a nemzetközösségi katona. 2480-at nem sikerült azonosítani közülük. Az ismertek közül 913-an britek, 27-en kanadaiak, 17-en ausztrálok, heten dél-afrikaiak voltak, egy pedig Új-Zélandról érkezett a frontra. A temetőben 120 francia hadi sír is van.
A temetőben nyugszik a 21 éves korában hősi halált halt Horace Angier közlegény a Királyi Berkshire Ezred 2. zászlóaljából, aki futárként üzenetet vitt 1916. július 1-jén a Mash-völgybe, a La Boisselle-i Dicső üregben (Glory Hole) szolgáló géppuskás csapatnak. Később egy szemtanú azt mondta, hogy néhány perccel a küldönc érkezése után egy német ágyúlövedék csapódott a fedezékbe, és a teljes géppuskás egységet megölte. A Glory Hole egy mindössze 3,12 hektáros terület volt La Boisselle közelében, amelyért súlyos harcok folytak a háborúban.